# 김민수 (격투기 선수)
김민수(金岷秀, 1974년 11월 9일 ~)는 대한민국의 전 유도 선수 국가대표이자 현재 종합격투기 선수다. 별명은 미스터 샤크 또는 작업가다.

## 정보
유도를 바탕으로 한 종합격투기를 한다. 그의 소속팀은 코리안 탑팀(The Sseda)이다. 2005년 Hero's 첫 번째 대회에서 처음 등장하면서 괴짜 파이터 밥 샙을 만나면서 여지없이 패배를 맛보고, 2005년 11월 서울 히어로즈에서는 미국 종합격투기 선수 션 오헤어를 상대로 승리를 하고, 2006년 라이트헤비급 토너먼트 초청 경기에서는 야마모토 요시히사를 상대로 1R에 고전을 하다가 2R에는 멋진 초크로 2번째 승리를 하게 된다. 2007년 서울 히어로즈에서는 한국, 일본에서 인기를 한 몸에 받고 있는 미노와맨을 상대로 1R 3분만에 압도적인 승리를 거두게 된다. 2008년 하와이 그랑프리에서 후지모토 유스케에게 한 번에 승리를 거둔 스콧 정크를 상대로 판정승을 거두게 되었다.

## 유도 주요경력
- 2006년 : K-1 월드그랑프리 서울대회 준우승
- 2003-10-11 ~ 2003-10-15 : 제84회 전국체육대회 3위 (+100kg)
- 2003-07-31 ~ 2003-08-01 : 제12회 이란 FAJR 국제 유도대회 1위 (-100kg)
- 2002-11-21 ~ 2002-11-22 : 제1회 한국실업전국남녀유도연맹전 1위 (+100kg)
- 2002-10-15 ~ 2002-10-18 : 제40회 대통령배전국유도대회 3위 (-100kg)
- 2002-04-16 ~ 2002-04-19 : 제28회 회장기전국유도대회 2위 (-100kg)
- 2001-10-11 ~ 2001-10-15 : 제82회 전국체육대회 1위 (무제한)
- 2001년 : 범태평양 선수권대회 2위
- 2000-10-13 ~ 2000-10-17 : 제81회 전국체육대회 2위 (-100kg)
- 2000-06-28 ~ 2000-06-29 : 제39회 전국남녀체급별유도선수권대회 3위 (-100kg)
- 2000-04-18 ~ 2000-04-21 : 제26회 회장기 전국 유도대회 3위 (-100kg)
- 2000-02-24 ~ 2000-02-25 : 이란 FAJR 국제 유도대회 2위 (-100kg)
- 1999-10-12 ~ 1999-10-16 : 제80회 전국 체육대회 2위 (무제한)
- 1999-09-14 ~ 1999-09-17 : 제37회 대통령배 전국 유도대회 2위 (-100kg)
- 1999-04-24 ~ 1999-04-25 : 영국오픈 국제 유도대회 3위 (-100kg)
- 1999-04-13 ~ 1999-04-16 : 제25회 회장기 전국 유도대회 1위 (-100kg)
- 1998-11-23 ~ 1998-11-26 : 제36회 대통령배 전국 유도대회 2위 (-100kg)
- 1998-04-21 ~ 1998-04-24 : 제24회 회장기 전국 유도대회 2위 (-100kg)
- 1998-01-01 ~ 1998-01-11 : 쇼리키컵 국제 유도대회 2위 (-100kg)
- 1997-11-25 ~ 1997-11-28 : 제35회 대통령배전국유도대회 1위 (-100kg)
- 1997-07-09 ~ 1997-07-01 : 제36회 전국남녀체급별유도선수권대회 2위 (-95kg)
- 1997-05-15 ~ 1997-05-18 : 제2회 동아시아 경기대회 1위 (-95kg)
- 1997-04-08 ~ 1997-04-11 : 제23회 회장기전국유도대회 1위 (-95kg)
- 1997-02-22 ~ 1997-02-23 : 독일 오픈 국제 유도대회 3위 (-95kg)
- 1997-02-15 ~ 1997-02-16 : 오스트리아 오픈 국제 유도대회 3위 (-95kg)
- 1997-02-07 ~ 1997-02-09 : 파리 오픈 국제 유도대회 3위 (-95kg)
- 1996-07-02 ~ 1996-07-26 : 제26회 애틀랜타 올림픽 유도 95kg급 은메달 2위 (-95kg)
- 1996-02-16 ~ 1996-02-18 : 오스트리아 오픈 국제 유도대회 3위 (-95kg)
- 1996-01-13 ~ 1996-01-14 : 쇼리키컵 국제 유도대회 1위 (-95kg)
- 1995-06-03 ~ 1995-06-04 : 제9회 범태평양 국제 유도대회 3위 (-95kg)
- 1994-11-03 ~ 1994-11-06 : 세계 청소년 유도 선수권대회 1위 (-95kg)

## 입식타격기 주요경력
| 5 시합 | (T)KO | 판정 | 그 밖 | 비김 | 무효 |
| 4 승   | 0     | 4    | 0     | 0    | 0    |
| 1 패   | 1     | 0    | 0     | 0    | 0    |

| 경기일자        | 상대            | 결과 | 내용        | 대회                       |
| --------------- | --------------- | ---- | ----------- | -------------------------- |
| 2008년 8월 9일  | 스콧 정크       | 승   | 3R 판정     | K-1 월드 GP 2008 in Hawaii |
| 2007년 9월 29일 | 랜디 김         | 승   | 3R 판정     | K-1 월드 GP 2007 final 16  |
| 2006년 6월 3일  | 후지모토 유스케 | 패   | 2R 23초 KO  | K-1 월드 GP 2006 in seoul  |
| 2006년 6월 3일  | 무라드 부지디   | 승   | 4R 연장판정 | K-1 월드 GP 2006 in seoul  |
| 2007년 6월 3일  | 김경석          | 승   | 3R 판정     | K-1 월드 GP 2006 in seoul  |

### 타이틀
- K-1 2006 아시아GP 준우승(2006년)

## 종합 격투 전적
| 프로 종합격투기 전적 | 프로 종합격투기 전적 | 프로 종합격투기 전적 | 프로 종합격투기 전적 | 프로 종합격투기 전적 | 프로 종합격투기 전적 | 프로 종합격투기 전적 | 프로 종합격투기 전적 |
| -------------------- | -------------------- | -------------------- | -------------------- | -------------------- | -------------------- | -------------------- | -------------------- |
| 11 시합              | (T)KO                | 항복                 | 판정                 | 실격                 | 그 밖                | 비김                 | 무효                 |
| 4 승                 | 2                    | 2                    | 0                    | 0                    | 0                    | 0                    | 0                    |
| 7 패                 | 6                    | 1                    | 0                    | 0                    | 0                    | 0                    | 0                    |

| 경기일자         | 상대              | 결과 | 내용                           | 대회                          |
| ---------------- | ----------------- | ---- | ------------------------------ | ----------------------------- |
| 2009년 11월 27일 | 센토류            | 패   | 1R 1분 20초 KO                 | 더 칸2                        |
| 2007년 10월 28일 | 미노와 이쿠히사   | 승   | 1R 3분 46초 KO                 | K-1 olympia HERO'S korea 2007 |
| 2007년 6월 2일   | 브록 레스너       | 패   | 1R 1분 9초 KO                  | K-1 다이너마이트 USA 2007     |
| 2007년 3월 12일  | 시알라모 실리가   | 패   | 1R 2분 37초 KO                 | K-1 Hero's 8                  |
| 2006년 10월 9일  | 돈 프라이         | 패   | 2R 2분 47초 KO                 | K-1 Hero's 7                  |
| 2006년 8월 5일   | 세미 슐트         | 패   | 1R 4분 46초 트라이앵글 초크    | K-1 Hero's 6                  |
| 2006년 3월 15일  | 야마모토 요시히사 | 승   | 2R 1분 32초 리어 네이키드 초크 | K-1 Hero's 4                  |
| 2005년 11월 5일  | 션 오헤어         | 승   | 1R 4분 46초 길로틴 초크        | K-1 - Seoul Hero's            |
| 2005년 7월 6일   | 레이 세포         | 패   | 2R 30초 KO                     | K-1 Hero's 2                  |
| 2005년 3월 26일  | 밥 샙             | 패   | 1R 1분 12초 KO                 | K-1 Hero's 1                  |
| 2004년 12월6일   | 양진호            | 승   | 3R 51초 TKO                    | Spirit MC Revolution          |

## 방송출연
- 2005년 한국 가수 NRG의 뮤직비디오 《별책부록》
- 2006년 한국 유선방송 XTM의 《달콤 살벌한 대결》
- 2008년 한국 유선방송 올리브의 《악녀일기3》
- 2009년 한국 유선방송 MBC 설날특집 방송 《내 주먹이 운다》
- 2021년 한국 <JTBC> 뭉쳐야 찬다